# Indianópolis (kommun i Brasilien, Paraná)
Indianópolis är en kommun i Brasilien.   Den ligger i delstaten Paraná, i den södra delen av landet, 1 000 km sydväst om huvudstaden Brasília. Antalet invånare är 4 299. Arean är 123 kvadratkilometer.
Terrängen i Indianópolis är platt.
Omgivningarna runt Indianópolis är en mosaik av jordbruksmark och naturlig växtlighet. Runt Indianópolis är det ganska glesbefolkat, med 22 invånare per kvadratkilometer.